# Журавленко, Александр Анатольевич
Александр Анатольевич Журавленко (18 марта 1965) — советский и украинский футболист, полузащитник.

## Игровая карьера
В чемпионате СССР играл в командах второй лиги «Судостроитель», «Кристалл» и «Днепр» (Черкассы).
В первом чемпионате Украины выступал в составе «Артании», с которой занял высокое третье место в группе «Б» первой лиги. В 1994 году перешёл в «Эвис», который боролся за право выступать в высшей лиге. Заняв второе место в турнире, николаевцы добились этого права, и 17 июля 1994 года в матче СК «Николаев» — «Заря» (Луганск), 2:1, Александр Журавленко дебютировал в высшей лиге чемпионата Украины.
За два неполных сезона в Николаеве Журавленко не стал игроком основного состава «корабелов» и уже весной 1995 года вернулся в Херсон, где ещё в советский период карьеры провёл 5 сезонов. В общей сложности (с учётом советского периода) в «Кристалле» («Таврии», «Воднике») Александр провёл 11 лет, сыграл 201 матч, в которых забил 6 голов. Дважды становился серебряным призёром группы «Б» второй лиги (1995/96 и 1998/99). В сезоне 1997/98 становился победителем турнира.